# منصور أباد (سهند أباد)
منصور أباد (بالفارسية: منصورآباد) هي منطقة سكنية تقع في إيران في قسم سهند أباد الريفي. يقدر عدد سكانها بـ 130 نسمة .